# Иконников, Евгений Павлович
Иконников Евгений Павлович (5.01.1893 г. Санкт-Петербург — 20.02.1945 г. Молотов) — русский футболист, чемпион Санкт-Петербурга 1912 года (команда «Унитас»), советский инженер-конструктор, специалист морского артиллерийского вооружения, лауреат Сталинской премии, кавалер ордена Красной Звезды.

## Биография
Евгений Павлович Иконников родился 5 января 1893 года в Санкт-Петербурге в мещанской семье. В 1911 году окончил Коммерческое училище и поступил на механическое отделение Санкт-Петербургского политехнического института. Для внесения платы за учебу работал поверителем счетчиков городской электростанции. За время учебы зарекомендовал себя не только отлично успевающим студентом, но и незаурядным спортсменом и организатором студенческого спорта. Он был избран членом комитетов Петроградской Футбольной лиги и Лиги любителей легкой атлетики.
С 1912 по 1918 годы (с перерывом на службу в армии) выступал нападающим в одной из лучших российских футбольных команд начала XX века — Петербургском «Унитасе». Играл в одной команде с братьями Бутусовыми, Борисом Аркадьевым, Петром Соколовым и другими знаменитыми русскими и советскими футболистами и будущими тренерами. Становился чемпионом Санкт-Петербурга 1912 года, выигрывал кубок Санкт-Петербурга в 1912 и 1913 годах. Играл за сборную команду Студенческой Лиги, в организации которой принял непосредственное участие — являлся секретарем её комитета.
Во время первой Мировой войны, окончив 4 курс и имея «бронь», добровольцем ушел в армию. Войну закончил в звании подпрапорщика 1-го армейского воздухоплавательного отряда.
В 1918 году восстановился в институте. Был призван в Красную Армию, в которой служил до 1927 года. Служил в должности начальника Первого воздухоплавательного парка по технической части. После демобилизации работал на ленинградском заводе «Большевик», где прошел путь до руководителя группы, старшего инженера-конструктора новейших образцов артиллерийских систем.
31.08.1936 года арестован органами НКВД по обвинению в организации контр-революционной троцкистско-зиновьевской группы (согласие на арест подтвердили Вышинский и Орджоникидзе). Приговорен (ВК ВС СССР, 5.05.1937 г.) к 10 годам. Во время заключения работал руководителем проектов сначала в Особом техническом бюро в тюрьме «Кресты», в ОКБ-172 (там же), переведенной с началом Великой Отечественной войны в Томск, потом в г. Молотове (Пермь). За выдающиеся достижения в создании новой техники досрочно освобожден со снятием судимости 25.06.1943 года. Оставлен на работе в ОКБ-172 в качестве вольнонаемного. 19 февраля 1944 года награжден орденом Красной Звезды.
20.02.1945 года умер от очередного сердечного приступа.
Постановлением Совета Народных Комиссаров СССР 26 января 1946 года Е. П. Иконникову присуждена Сталинская премия «За создание уникальных морских артиллерийских систем» (посмертно).
29 июня 1957 года Военной коллегией Верховного Суда СССР Иконников Е. П. полностью реабилитирован.